# Žernovník (rozhledna)
Rozhledna Žernovník se nachází jihozápadně obce Žernovník (okres Blansko) v trati Na Skalkách. 

## Historie rozhledny
V místě stával od roku 1961 vodojem o obsahu 50 m³. Po rozhodnutí o výstavbě nového vodojemu byl nový vodojem využit jako základna pro rozhlednu. Stavba rozhledny byla dokončena v srpnu 2014 a 10. srpna byla slavnostně otevřena. Finančně byla stavba částečně pokryta z dotace Regionálního operačního programu Jihovýchod a protože součástí výstavby byly i regionální cyklostezky, přispěly též obce, jimiž prochází. Na stavbu bylo použito modřínové dřevo a ocelové spojovací prvky. 63 schodů vede na krytý ochoz pro 30 osob. Objekt vodárny slouží jako technické zázemí rozhledny. Rozhledna je volně přístupná po celý rok.

## Přístup
Z malého parkoviště v obci u hasičské zbrojnice pokračujte asi 250 m po silnici na Lubě, na konci obce odbočíte doprava na vozovou cestu a po louce dojdete k rozhledně. 

## Výhled
Boskovicko s boskovickým hradem, Rájecko, severním směrem na rozhlednu Malý Chlum, zámek v Černé Hoře, na východ rozhledna Podvrší ( u Veselice) a vysílač Kojál, severozápadním směrem rozhledna Babylon u Kozárova. Z hezkého počasí by měla být vidět Pálava či Jeseníky.